# 20e étape du Tour d'Espagne 2003
Pour un article plus général, voir Tour d'Espagne 2003.
La 20e étape du Tour d'Espagne 2003 a eu lieu le 27 septembre 2003 entre la ville de San Lorenzo de El Escorial et le sommet de l'Alto de Abantos sous la forme d'un contre-la-montre individuel, sur une distance de 11,2 km. Elle a été remportée par l'Espagnol Roberto Heras (US Postal Service-Berry Floor). Il devance son compatriote Alejandro Valverde (Kelme-Costa Blanca) et le Colombien Félix Cárdenas (Labarca-2-Café Baqué). Roberto Heras profite de sa victoire d'étape et dépossède Isidro Nozal (ONCE-Eroski) du maillot or de leader du classement général à l'issue de l'étape à la veille de l'arrivée à Madrid.

## Classement de l'étape
| \| Classement de l'étape \| Classement de l'étape \| Classement de l'étape \| Classement de l'étape \| Classement de l'étape \| \| Coureur \| Coureur \| Pays \| Équipe \| Temps \| \| --------------------- \| --------------------- \| --------------------- \| ----------------------------- \| --------------------- \| \| 1er \| Roberto Heras \| Espagne \| US Postal Service-Berry Floor \| 25 min 08 s \| \| 2e \| Alejandro Valverde \| Espagne \| Kelme-Costa Blanca \| + 14 s \| \| 3e \| Félix Cárdenas \| Colombie \| Labarca-2-Café Baqué \| + 14 s \| \| 4e \| Fabian Jeker \| Suisse \| Milaneza-MSS \| + 15 s \| \| 5e \| Santos González \| Espagne \| Domina Vacanze-Elitron \| + 22 s \| \| 6e \| Roberto Laiseka \| Espagne \| Euskaltel-Euskadi \| + 32 s \| \| 7e \| Dario Frigo \| Italie \| Fassa Bortolo \| + 34 s \| \| 8e \| Levi Leipheimer \| États-Unis \| Rabobank \| + 48 s \| \| 9e \| Óscar Sevilla \| Espagne \| Kelme-Costa Blanca \| + 58 s \| \| 10e \| Unai Osa \| Espagne \| iBanesto.com \| + 1 min 03 s \| |                    |            |                               |              |
| |                    |            |                               |              |
| |                    |            |                               |              |
| Classement de l'étape |                    |            |                               |              |
| Coureur | Coureur            | Pays       | Équipe                        | Temps        |
| 1er | Roberto Heras      | Espagne    | US Postal Service-Berry Floor | 25 min 08 s  |
| 2e | Alejandro Valverde | Espagne    | Kelme-Costa Blanca            | + 14 s       |
| 3e | Félix Cárdenas     | Colombie   | Labarca-2-Café Baqué          | + 14 s       |
| 4e | Fabian Jeker       | Suisse     | Milaneza-MSS                  | + 15 s       |
| 5e | Santos González    | Espagne    | Domina Vacanze-Elitron        | + 22 s       |
| 6e | Roberto Laiseka    | Espagne    | Euskaltel-Euskadi             | + 32 s       |
| 7e | Dario Frigo        | Italie     | Fassa Bortolo                 | + 34 s       |
| 8e | Levi Leipheimer    | États-Unis | Rabobank                      | + 48 s       |
| 9e | Óscar Sevilla      | Espagne    | Kelme-Costa Blanca            | + 58 s       |
| 10e | Unai Osa           | Espagne    | iBanesto.com                  | + 1 min 03 s |

## Classement général
| \| Classement général \| Classement général \| Classement général \| Classement général \| Classement général \| \| Coureur \| Coureur \| Pays \| Équipe \| Temps \| \| ------------------ \| ------------------------- \| ------------------ \| ------------------------------- \| ------------------ \| \| 1er \| Roberto Heras \| Espagne \| US Postal Service-Berry Floor \| 65 h 40 min 33 s \| \| 2e \| Isidro Nozal \| Espagne \| ONCE-Eroski \| + 28 s \| \| 3e \| Alejandro Valverde \| Espagne \| Kelme-Costa Blanca \| + 2 min 25 s \| \| 4e \| Igor González de Galdeano \| Espagne \| ONCE-Eroski \| + 3 min 27 s \| \| 5e \| Francisco Mancebo \| Espagne \| iBanesto.com \| + 4 min 47 s \| \| 6e \| Manuel Beltrán \| Espagne \| US Postal Service-Berry Floor \| + 5 min 51 s \| \| 7e \| Michael Rasmussen \| Danemark \| Rabobank \| + 5 min 56 s \| \| 8e \| Félix Cárdenas \| Colombie \| Labarca-2-Café Baqué \| + 6 min 33 s \| \| 9e \| Unai Osa \| Espagne \| iBanesto.com \| + 6 min 51 s \| \| 10e \| Luis Pérez Rodríguez \| Espagne \| Cofidis-Le Crédit par Téléphone \| + 7 min 56 s \| |                           |          |                                 |                  |
| |                           |          |                                 |                  |
| |                           |          |                                 |                  |
| Classement général |                           |          |                                 |                  |
| Coureur | Coureur                   | Pays     | Équipe                          | Temps            |
| 1er | Roberto Heras             | Espagne  | US Postal Service-Berry Floor   | 65 h 40 min 33 s |
| 2e | Isidro Nozal              | Espagne  | ONCE-Eroski                     | + 28 s           |
| 3e | Alejandro Valverde        | Espagne  | Kelme-Costa Blanca              | + 2 min 25 s     |
| 4e | Igor González de Galdeano | Espagne  | ONCE-Eroski                     | + 3 min 27 s     |
| 5e | Francisco Mancebo         | Espagne  | iBanesto.com                    | + 4 min 47 s     |
| 6e | Manuel Beltrán            | Espagne  | US Postal Service-Berry Floor   | + 5 min 51 s     |
| 7e | Michael Rasmussen         | Danemark | Rabobank                        | + 5 min 56 s     |
| 8e | Félix Cárdenas            | Colombie | Labarca-2-Café Baqué            | + 6 min 33 s     |
| 9e | Unai Osa                  | Espagne  | iBanesto.com                    | + 6 min 51 s     |
| 10e | Luis Pérez Rodríguez      | Espagne  | Cofidis-Le Crédit par Téléphone | + 7 min 56 s     |

## Classements annexes
| Classement par points | Classement par points | Classement par points | Classement par points | Classement par points |
| Coureur               | Coureur               | Pays                  | Équipe                | Points                |
| --------------------- | --------------------- | --------------------- | --------------------- | --------------------- |
| 1er                   | Alejandro Valverde    | Espagne               | Kelme-Costa Blanca    | 152 pts               |
| 2e                    | Erik Zabel            | Allemagne             | Telekom               | 151 pts               |
| 3e                    | Alessandro Petacchi   | Italie                | Fassa Bortolo         | 135 pts               |
| 4e                    | Félix Cárdenas        | Colombie              | Labarca-2-Café Baqué  | 123 pts               |
| 5e                    | Michael Rasmussen     | Danemark              | Rabobank              | 99 pts                |

| Classement par points | Classement par points | Classement par points | Classement par points | Classement par points |
| Coureur               | Coureur               | Pays                  | Équipe                | Points                |
| --------------------- | --------------------- | --------------------- | --------------------- | --------------------- |
| 1er                   | Alejandro Valverde    | Espagne               | Kelme-Costa Blanca    | 152 pts               |
| 2e                    | Erik Zabel            | Allemagne             | Telekom               | 151 pts               |
| 3e                    | Alessandro Petacchi   | Italie                | Fassa Bortolo         | 135 pts               |
| 4e                    | Félix Cárdenas        | Colombie              | Labarca-2-Café Baqué  | 123 pts               |
| 5e                    | Michael Rasmussen     | Danemark              | Rabobank              | 99 pts                |

| Classement de la montagne | Classement de la montagne | Classement de la montagne | Classement de la montagne       | Classement de la montagne |
| Coureur                   | Coureur                   | Pays                      | Équipe                          | Points                    |
| ------------------------- | ------------------------- | ------------------------- | ------------------------------- | ------------------------- |
| 1er                       | Félix Cárdenas            | Colombie                  | Labarca-2-Café Baqué            | 204 pts                   |
| 2e                        | Aitor Osa                 | Espagne                   | iBanesto.com                    | 112 pts                   |
| 3e                        | Joan Horrach              | Espagne                   | Milaneza-MSS                    | 101 pts                   |
| 4e                        | Alejandro Valverde        | Espagne                   | Kelme-Costa Blanca              | 100 pts                   |
| 5e                        | Luis Pérez Rodríguez      | Espagne                   | Cofidis-Le Crédit par Téléphone | 72 pts                    |

| Classement de la montagne | Classement de la montagne | Classement de la montagne | Classement de la montagne       | Classement de la montagne |
| Coureur                   | Coureur                   | Pays                      | Équipe                          | Points                    |
| ------------------------- | ------------------------- | ------------------------- | ------------------------------- | ------------------------- |
| 1er                       | Félix Cárdenas            | Colombie                  | Labarca-2-Café Baqué            | 204 pts                   |
| 2e                        | Aitor Osa                 | Espagne                   | iBanesto.com                    | 112 pts                   |
| 3e                        | Joan Horrach              | Espagne                   | Milaneza-MSS                    | 101 pts                   |
| 4e                        | Alejandro Valverde        | Espagne                   | Kelme-Costa Blanca              | 100 pts                   |
| 5e                        | Luis Pérez Rodríguez      | Espagne                   | Cofidis-Le Crédit par Téléphone | 72 pts                    |

| Classement du combiné | Classement du combiné | Classement du combiné | Classement du combiné         | Classement du combiné |
| Coureur               | Coureur               | Pays                  | Équipe                        | Points                |
| --------------------- | --------------------- | --------------------- | ----------------------------- | --------------------- |
| 1er                   | Alejandro Valverde    | Espagne               | Kelme-Costa Blanca            | 8 pts                 |
| 2e                    | Félix Cárdenas        | Colombie              | Labarca-2-Café Baqué          | 13 pts                |
| 3e                    | Roberto Heras         | Espagne               | US Postal Service-Berry Floor | 14 pts                |
| 4e                    | Michael Rasmussen     | Danemark              | Rabobank                      | 21 pts                |
| 5e                    | Isidro Nozal          | Espagne               | ONCE-Eroski                   | 27 pts                |

| Classement du combiné | Classement du combiné | Classement du combiné | Classement du combiné         | Classement du combiné |
| Coureur               | Coureur               | Pays                  | Équipe                        | Points                |
| --------------------- | --------------------- | --------------------- | ----------------------------- | --------------------- |
| 1er                   | Alejandro Valverde    | Espagne               | Kelme-Costa Blanca            | 8 pts                 |
| 2e                    | Félix Cárdenas        | Colombie              | Labarca-2-Café Baqué          | 13 pts                |
| 3e                    | Roberto Heras         | Espagne               | US Postal Service-Berry Floor | 14 pts                |
| 4e                    | Michael Rasmussen     | Danemark              | Rabobank                      | 21 pts                |
| 5e                    | Isidro Nozal          | Espagne               | ONCE-Eroski                   | 27 pts                |

| Classement par équipes | Classement par équipes          | Classement par équipes | Classement par équipes |
| Équipe                 | Équipe                          | Pays                   | Temps                  |
| ---------------------- | ------------------------------- | ---------------------- | ---------------------- |
| 1re                    | iBanesto.com                    | Espagne                | 197 h 09 min 08 s      |
| 2e                     | ONCE-Eroski                     | Espagne                | + 1 min 03 s           |
| 3e                     | Kelme-Costa Blanca              | Espagne                | + 17 min 07 s          |
| 4e                     | Cofidis-Le Crédit par Téléphone | France                 | + 30 min 22 s          |
| 5e                     | Milaneza-MSS                    | Portugal               | + 37 min 38 s          |

| Classement par équipes | Classement par équipes          | Classement par équipes | Classement par équipes |
| Équipe                 | Équipe                          | Pays                   | Temps                  |
| ---------------------- | ------------------------------- | ---------------------- | ---------------------- |
| 1re                    | iBanesto.com                    | Espagne                | 197 h 09 min 08 s      |
| 2e                     | ONCE-Eroski                     | Espagne                | + 1 min 03 s           |
| 3e                     | Kelme-Costa Blanca              | Espagne                | + 17 min 07 s          |
| 4e                     | Cofidis-Le Crédit par Téléphone | France                 | + 30 min 22 s          |
| 5e                     | Milaneza-MSS                    | Portugal               | + 37 min 38 s          |